# Casanova (Haute-Corse)
Casanova település Franciaországban, Haute-Corse megyében. Lakosainak száma 375 fő (2022. január 1.). Casanova Venaco, Corte, Poggio-di-Venaco, Riventosa és Santo-Pietro-di-Venaco községekkel határos.

## Népesség
A település népességének változása:
| Lakosok száma | 121  | 128  | 195  | 304  | 350  | 369  | 391  | 404  | 395  | 375  |
|               | 1968 | 1982 | 1990 | 2006 | 2013 | 2015 | 2017 | 2019 | 2020 | 2022 |